# 拉如寺
拉如寺是位于中国西藏自治区工布江达县娘蒲乡拉如村的一座藏传佛教格鲁派寺院。

## 简介
拉如寺是林芝地区影响较大的寺院之一，到21世纪初为止，已有500多年的历史。拉如寺的现任活佛为洛桑·旦白尼玛。该寺属于藏传佛教格鲁派。